# 国际桌上足球联合会
国际桌上足球联合会（International Table Soccer Federation 缩写 ITSF) 是一个非营利性组织，致力于发扬桌上足球运动。联合会总部位于法国，初始成员在四个国家中。联合会联合生产厂商如Garlando, Roberto Sport, Bonzini, Tornado and Tecball，举办一些国际性的赛事。

## 现有成员
2007年，ITSF成员扩大为下列国家和地区:
| - 阿尔及利亚 - 阿根廷 - 澳大利亚 - 奥地利 - 比利时 - 保加利亚 - 喀麦隆 - 中国 - 哥斯达黎加 - 捷克共和国 - 丹麦 - 爱沙尼亚 - 法国 - 德国 | - 中国香港 - 匈牙利 - 印度 - 伊朗 - 爱尔兰 - 意大利 - 日本 - 韩国 - 卢森堡 - 马来西亚 - 墨西哥 - 摩洛哥 - 荷兰 | - 尼日利亚 - 挪威 - 巴基斯坦 - 波兰 - 罗马尼亚 - 俄罗斯 - 塞内加尔 - 斯诺文尼亚 - 南非 - 瑞士 - 英国 - 美国 - 阿联酋 - 台灣 |